# Chrysolina daccordii
Chrysolina daccordii é uma espécie de artrópode pertencente à família Chrysomelidae.